# Parti démocratique du Kurdistan d’Iran
Ne doit pas être confondu avec Parti démocratique du Kurdistan (Iran).
Pour les articles homonymes, voir Parti démocratique du Kurdistan (homonymie).
Le Parti démocratique du Kurdistan d'Iran (en kurde : Partî Dêmokiratî Kurdistanî Êran) est un parti politique kurde en Iran fondé en 1945. Il est membre consultatif de l'Internationale socialiste.

## Historique
Le Parti démocratique du Kurdistan d'Iran (PDKI) a été fondé en 1945 à Mahabad. Il profitera de l'invasion en 1941 de l'Iran par l'Angleterre et l'URSS pour proclamer en janvier 1946 la république du Kurdistan (appelée république de Mahabad par les historiens). Elle sera renversée en décembre de la même année par l'armée iranienne en accord avec l'URSS. Une partie des dirigeants du PDKI sont alors arrêtés, parmi eux, Qazi Muhammad, le président de l'éphémère république et le leader du PDKI qui est pendu en 1947.
Il va ensuite coopérer avec le Tudeh (le Parti communiste iranien) jusqu'au début des années 1950. Lors de la révolution islamique de 1979, il participe activement au renversement du Shah dans les zones à majorités kurdes. Il propose alors un « Kurdistan autonome au sein d'un Iran démocratique », doté d'un Parlement mais où les questions de défense, de politique extérieure et de planification économique relèveraient de la compétence du gouvernement central iranien. Il demande également la reconnaissance de la langue kurde comme langue nationale au même titre que le farsi.
Le 13 juillet 1989, Abdul Rahman Ghassemlou, le dirigeant du parti depuis 1973 est assassiné par trois représentants de la République islamique qui l’avaient convaincu que celle-ci voulait négocier avec lui. En réaction, le PDKI s'insurge contre la république. Le conflit dure jusqu'en 1996. En 1992 c'est Sadegh Sharafkandi, le secrétaire général du parti depuis 1991 qui est assassiné à Berlin avec trois autres Kurdes alors qu'ils devaient rencontrer des hommes d’États et dirigeants politiques sociaux-démocrates suédois. À la suite de cet assassinat, l'Allemagne lance un mandat d'arrêt contre le ministre du Renseignement iranien.
En 1996, il obtient le statut d'observateur au sein de l'internationale socialiste. En 2005 il est élevé au statut consultatif par la même organisation.
En 2016, le PDKI reprend ses activités militaires en Iran après les avoir suspendues pendant une dizaine d'années. De la mi-juin à début septembre, les affrontements entre rebelles kurdes et militaire iraniens font 33 morts chez les premiers et six chez les seconds.
À partir de 2017 notamment, le PDKI est approché par les États-Unis qui envisagent de l'utiliser afin de priver l'Iran du contrôle de sa frontière occidentale. Ainsi, en juin 2018, le secrétaire général du parti, Moustafa Hijri, se rend à Washington à l’invitation des autorités américaines. Il est reçu par plusieurs membres du Congrès et du département de la défense, dont le responsable des questions iraniennes. En 2017, avant d’être nommé conseiller à la sécurité nationale, John Bolton appelait dans un éditorial l’administration américaine à se rapprocher des minorités ethniques d’Iran, en particulier les Kurdes, afin de créer un réseau d’alliés régionaux contre l’Iran. La même année, un rapport de l’influent think tank Center for Strategic and International Studies suggérait que les États-Unis soutiennent les Kurdes iraniens afin de déstabiliser la république islamique de l’intérieur. Le PDKI serait toutefois sceptique, jugeant notamment les États-Unis peu loyaux vis-à-vis de leurs alliés.
En 2019, des négociations sont menées entre le gouvernement iranien et le PDKI afin d'aboutir à un arrêt des combats. Les accrochages entre combattants kurdes et militaires iraniens ont depuis nettement diminué.